# Aglae coerulea
Aglae coerulea (лат.) — вид орхидных пчёл, из трибы Euglossini семейства Apidae.

## Распространение
Неотропика, леса Амазонии: северная Боливия, Бразилия (Acre, Amapá, Amazonas, Pará); Венесуэла, Гайана, западная Колумбия, Перу, Французская Гвиана (Cayenne). Также были находки этого вида в Панаме (Moure, 1967), но согласно данным Cameron (2004), они подвергнуты сомнению, так как десятилетние последующие поиски не принесли успеха Последней находкой стало обнаружение вида в заповеднике Parque Nacional da Serra do Divisor в западной части штата Acre (Morato, 2001). В 2006 году вид Aglae coerulea впервые обнаружен за пределами Амазонии в штате Мату-Гросу. Находка сделана в Vale do Véu de Noiva в Национальном парке Шапада-дос-Гимарайнш (Parque Nacional da Chapada dos Guimarães; 15°24’21"S — 55°50’12"W), южная часть Мату-Гросу, то есть на границе бассейнов нескольких рек (Амазонка, Platina, Арагуая).

## Описание
Крупные (от 20 до 28 мм) орхидные пчёлы синего цвета с металлическим отливом. Клептопаразиты других орхидных пчёл рода Eulaema (Eulaema nigrita, и возможно, другие виды). Единственное наблюдение относительно паразитического поведения этой разновидности орхидных пчёл было сделано в 1935 году (Myers, 1935) в Yupukari (Rupununi District, Британская Гвиана). Автор наблюдал большую, красивую металлически блестящую пчелу, которая громко жужжала и парила около входа в гнездо Eulaema nigrita Lepeletier, 1841, и впоследствии вошла в это гнездо. Из 11 ячеек, найденных в том гнезде, в результате вывелись два самца Aglae coerulea.
Самцы этих пчёл привлекаются некоторыми веществами, например Methyl cinnamate (Methyl (E)-3-Phenylprop-2-enoate; C10H10O2). Также, сообщалось (However, Otero & Sandino, 2003), что самцов A. coerulea собирали в ловушки на запах других веществ (cineole, methyl salicylate, skatole) в биогеографическом регионе Chocó в Колумбии.

## Классификация
Единственный вид рода Aglae Lepeletier & Serville, 1825.